# Relaciones Rumania-Ucrania
Las relaciones Rumania-Ucrania son las relaciones exteriores entre Rumania y Ucrania. Las relaciones diplomáticas entre ambos países se establecieron el 9 de febrero de 1918 y se restablecieron en 1992. Rumania tiene una embajada en Kiev y dos Consulados Generales (en Chernivtsí y Odesa). Ucrania tiene una embajada en Bucarest y tenía un consulado en Suceava que cerró en 2014 debido a la falta de fondos. En 2020, se anunció que Rumania abriría un consulado para Ucrania en Sighetu Marmației.

## Disputas

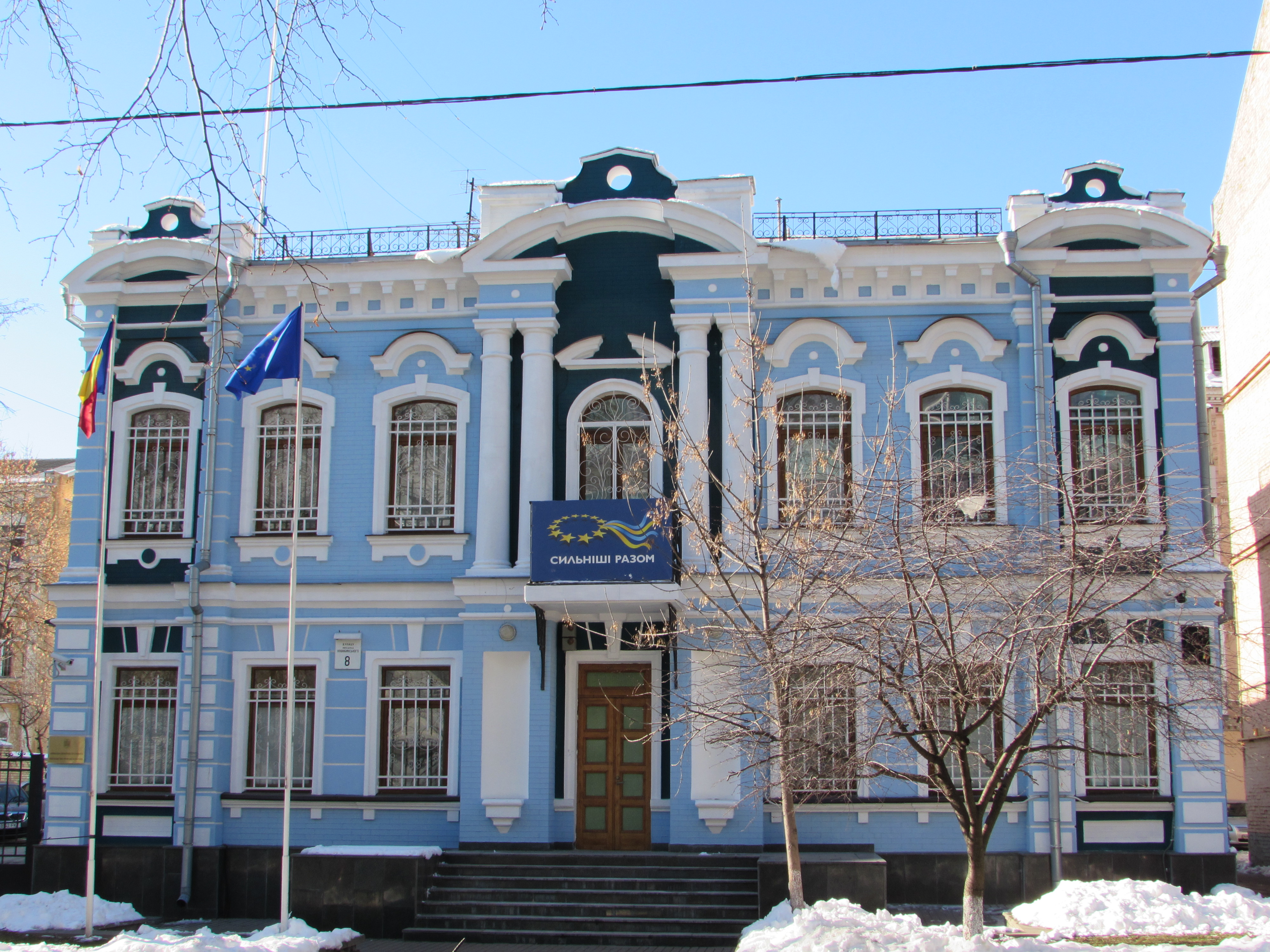
Embajada de Rumania en Kiev

Rumania y Ucrania habían estado negociando un amplio tratado de amistad y cooperación durante varios años, pero el desacuerdo sobre la propiedad de la Isla de las Serpientes y, lo que es más importante, las reservas de petróleo y gas que se cree que se encuentran debajo su área del Mar Negro, así como la frontera norte de Rumania con Ucrania, habían mantenido los lados separados. En junio de 1997, Rumania firmó un tratado bilateral con Ucrania que, entre otras cuestiones, resolvió cuestiones territoriales y de minorías que habían impedido el desarrollo de mejores relaciones entre los dos países:
- La disputa entre Rumania y Ucrania por las fronteras cerca de la Isla de las Serpientes (aproximadamente 50 km al este de Sulina) y su plataforma continental del Mar Negro bajo el cual pueden existir importantes yacimientos de gas y petróleo, se resolvió después del fallo de 2009 de la Corte Internacional de Justicia.[3]
- La disputa entre Rumania y Ucrania sobre la construcción del Canal de Bystroye.[4]

## Historia
El 5 de septiembre de 2020, el ministro de Defensa Nacional de Rumanía Nicolae Ciucă y el ministro de Defensa de Ucrania Andriy Taran firmaron un acuerdo de cooperación técnica y militar entre los dos países.
El 4 de abril de 2022, en medio de la invasión rusa de Ucrania de 2022, Zelenski pronunció un discurso ante el Parlamento de Rumania. Más tarde, el 26 de abril, un grupo de funcionarios rumanos visitó Kiev y prometió una mayor cooperación entre Rumania y Ucrania.. Después de esto, un grupo de piratas informáticos rusos inició una campaña de ataques cibernéticos contra el gobierno rumano y otros sitios web oficiales.

### Maritime delimitation
El estatus de Snake Island era importante para la delimitación de la plataforma continental y la zona económica exclusiva entre los dos países. Si Snake Island fuera reconocida como una isla, entonces plataforma continental a su alrededor debería considerarse como agua ucraniana. Si Snake Island no fuera una isla, sino un roca, luego, de acuerdo con el derecho internacional, el límite marítimo entre Rumania y Ucrania debe trazarse sin tener en cuenta la ubicación de la isla.
El 4 de julio de 2003, el presidente de Rumania Ion Iliescu y el presidente de Rusia Vladímir Putin firmaron un tratado de amistad y cooperación. Rumania prometió no disputar los territorios de Ucrania o Moldavia, que perdió ante la Unión Soviética después de la Segunda Guerra Mundial, pero solicitó que Rusia, como sucesora de la Unión Soviética, reconociera de alguna forma su responsabilidad por lo que había ocurrido. sucedió.
El 16 de septiembre de 2004, la parte rumana presentó un caso contra Ucrania ante la Corte Internacional de Justicia (CIJ) en una disputa sobre la frontera marítima entre los dos Estados en el Mar Negro.
En 2007, Ucrania fundó el pequeño asentamiento de Bile en la isla, que fue criticado por Rumania.
El 3 de febrero de 2009, la CIJ emitió su sentencia, que dividió el área marítima del Mar Negro a lo largo de una línea que se encontraba entre las reivindicaciones de cada país. La Corte invocó la prueba de desproporcionalidad al adjudicar la disputa, señalando que la CIJ, "como ha indicado su jurisprudencia, en ocasiones puede decidir no tener en cuenta islas muy pequeñas o decidir no otorgarles todo su derecho potencial a las zonas marítimas, en caso de que tal enfoque tenga un efecto desproporcionado en la línea de delimitación en consideración" y debido a un acuerdo previo entre Ucrania y Rumania, la isla "no debería tener ningún efecto en la delimitación en este caso, aparte del derivado del papel de los 12 -arco de millas náuticas de su mar territorial" previamente acordado entre las partes.